# Тара (буддизм)
Тара (санскр. तारा, tārā IAST, тиб. སྒྲོལ་མ་, Drolma «Рятівниця») — головна богиня (ідам, бодхісаттва) буддизму.

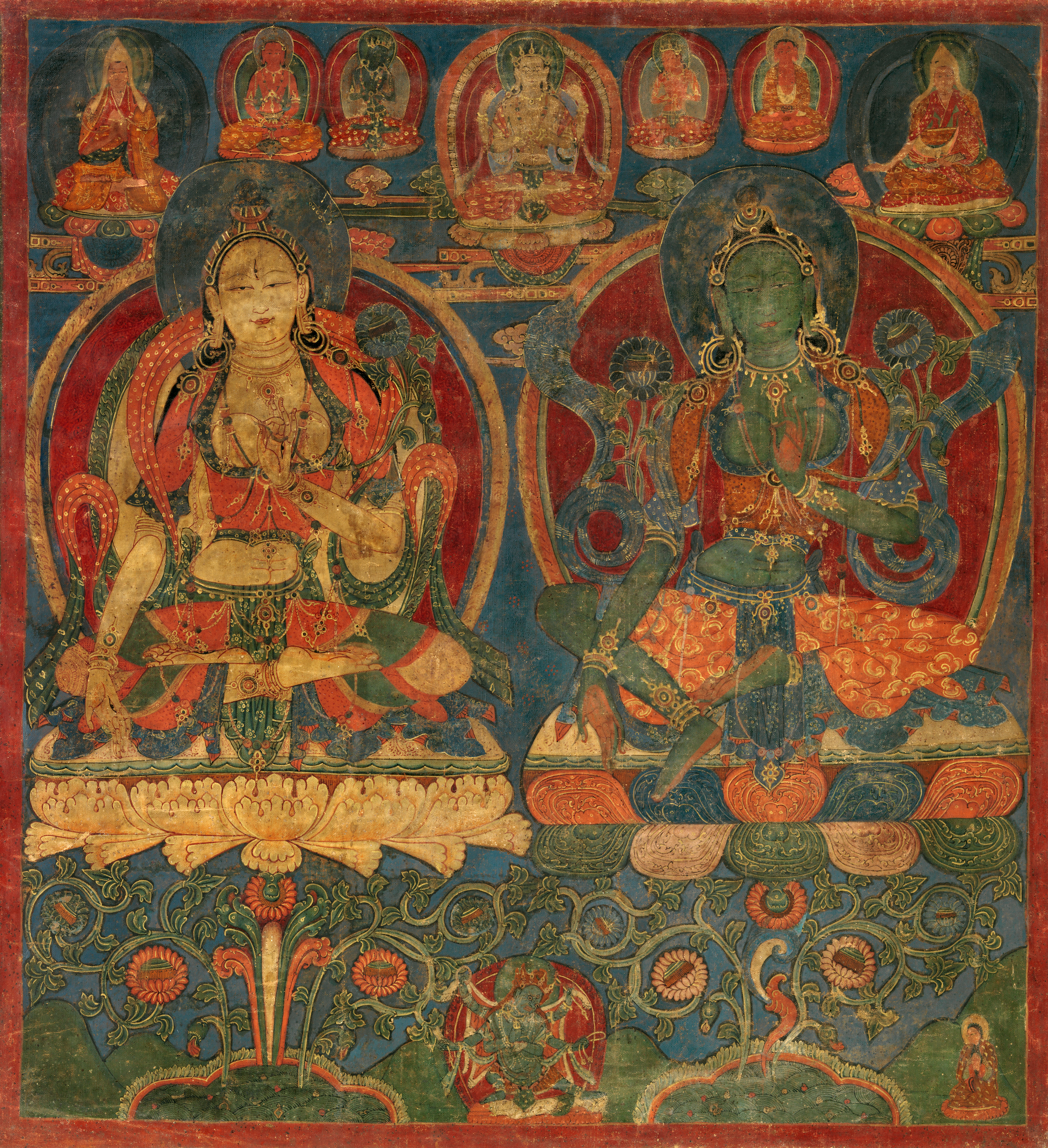
Біла Тара та Зелена Тара. Полотно

Походження Тари має різні версії в письмових джерелах і в буддійських поясненнях усних традицій.
Серед легенд про Тару зокрема є досить цікава для жінок. Тара є прикладом того, що в жіночому тілі можливо досягти просвітлення.
Текст «Славлення 21 Тари» читають вранці у всіх чотирьох школах тибетського буддизму.

## Форми

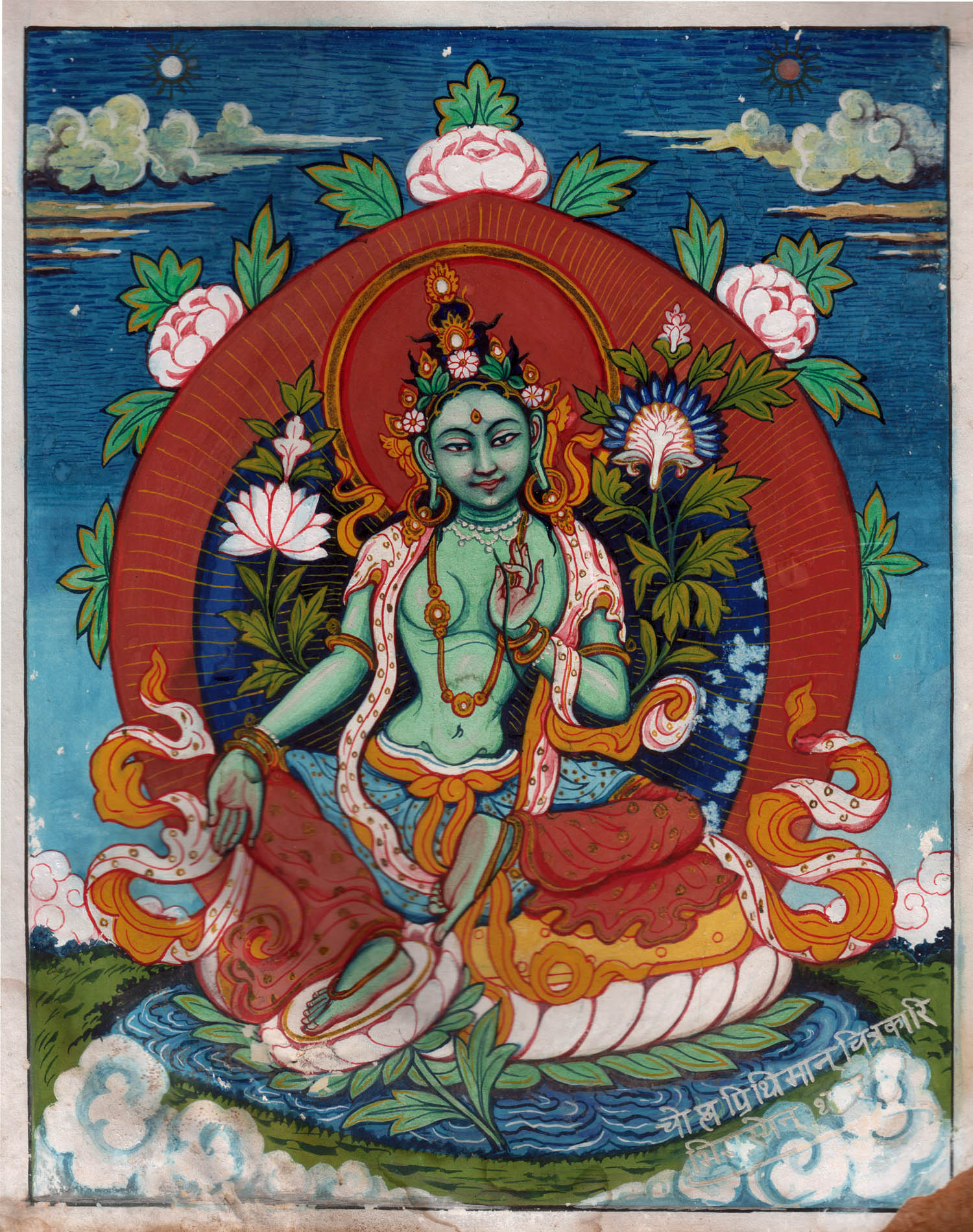
Зелена Тара (С'яма-Тара) 1947

Зелена Тара (śyāmatārā), пов'язана з миролюбністю та просвітленою діяльністю, є найбільш зображеним та центральним аспектом Тари, від якого виходять інші, такі як 21 Тара.[джерело?] У своєму зеленому вигляді її часто також називають Хадіравані-Тара (Тара акацієвого лісу), яка з'явилася Нагарджуні в лісі Хадіравані на півдні Індії і захищає від восьми великих страхів.
Загалом є багато форм проявлення Тари, включаючи різні популярні списки 21 різних еманацій Тари.
Серед них більш відомими є:
- Біла Тара (Сіта-Тара, Sitatārā)[3]
- Зелена Тара (С'яма-Тара, Śyāmatārā)[4]
- Жовта Тара (Золота Тара)[5][6]
- Червона Тара (санскр. Kurukullā; тиб. རིག་བྱེད་མ་, rikjéma; Rikchema; Вайлі: rig byed ma, Drolma Marmo)[7][8]
- Синя Тара (Ekajaṭī чи Ekajaṭā; Вайлі: ral gcig ma, Māhacīnatārā[9])[10][11]. Гнівна[12], можлива форма з багатьма головами та руками, пов'язано з трансмутацією гніву. Деякі автори вказують на ідентичність Угри Тари (Ugra Tārā, Чорна Тара) та Екаджаті.[13]

Така іконографія Тари, як лотос, також демонструє схожість з індуїстською богинею Лакшмі, і принаймні одна тибетська літургія називає Лакшмі як Тару. За словами Міранди Шоу, існує пізніша тенденція теології Тари, яка почала розглядати всі інші жіночі божества як аспекти Тари або принаймні пов'язані з нею. Окрім багатьох еманацій Тара різного кольору, серед інших жіночих божеств Махаяни, які стали частиною теології Тари, є Джангулі, Парнасабарі, Кунда, Курукулла, Махамаюрі, Уснісавіджая (Ушнішавіджая) та Марічі. Виходячи з цього принципу Тари, як центральної жіночої божественності, Дакіні також розглядалися як її еманації.

### Біла Тара

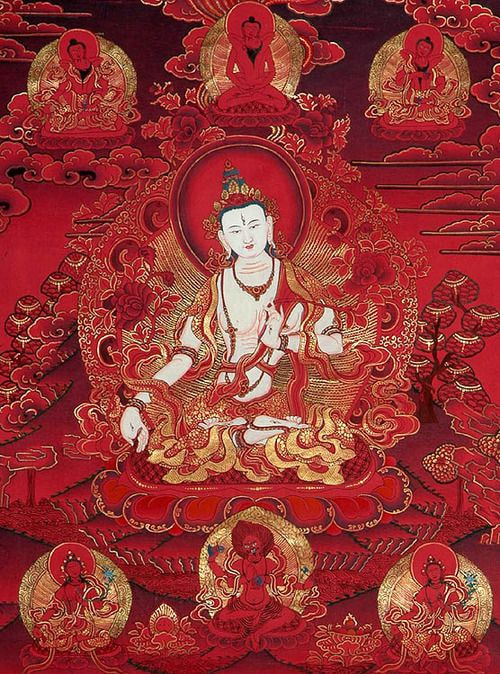
Біла Тара

Біла Тара (санскр. Sita Tāra, Вайлі sgrol dkar ma) символізує виключну чистоту і трансцендентну мудрість.
Біла Тара зображується в падмасані (позі лотоса) на лотосовому троні, одягнена в прикраси Самбхогакаі, на голові — корона. Права рука складена біля коліна в Вараді-мудрі (жест дарування блага). Ліва рука, складена в Джняна-мудрі (жест проповідуючого Вчення / санскр. Jñāna — мудрість, істинне знання), вона тримає атрибут — повністю розквітлу квітку лотоса. В неї сім очей — третє око на лобі, що символизує її всебачення стражданнь у всьому Всесвіті, а також по одному в центрі кожної долоні і стопи. Тому її також називають «Семиокою». Біла Тара випромінює яскраве біле сяйво.

### Зелена Тара
Зелена Тара (санскр. Syama Tāra, Вайлі sgrol ljang)
Зелена Тара зображується на лотосовому троні в Лаліта-асані, права нога опущена на малий лотос, що символізує готовність Тари миттєво прийти на допомогу. Її права рука складена біля коліна в Вараді-мудрі (жест дарування блага). Ліва рука складена біля грудей в жесті захисту (Абхая-мудра). Зелена Тара тримає лотос, що розпустився наполовину, або лілію з довгими блакитними пелюстками.

## Мантри

Мантра Тари
OṀ TĀRE TUTTĀRE TURE SVAHĀ
Lañja Ranjana та тибетське написання.

Головна мантра Зеленої Тари однакова в буддизмі і в індуїзмі:
ॐ तारे तुत्तारे तुरे स्वः — «oṃ tāre tuttāre ture svāhā».
Тибетцями й тими, хто слідує тибетській традиції ця мантра вимовляється: «oṃ tāre tu tāre ture soha».

Мантра Білої Тари:
OM TARE TUTTARE TURE MAMA AYUH PUNYA JNANA PUSTIME KURU SVAHA

Мантра Золотої Тари:
OM TARE TUTTARE TURE PUSHTIM KURU SVAHA 